# Viaduct van Gentbrugge
Het viaduct van Gentbrugge is een liggerbrug ter hoogte van Gentbrugge die deel uitmaakt van de A14/E17. Het viaduct is uitgevoerd als 2×3 weg (inclusief pechstrook) en rust op 94 pijlers. In de nabijheid liggen het centrum van Gentbrugge, de Gentbrugse Meersen en Moscou.
De maximumsnelheid bedraagt 90 km/u omwille van de verkeersveiligheid, geluidsoverlast en milieu-impact.  Het viaduct is daarom in beide richtingen ook voorzien van trajectcontrole. De trajectcontrole richting Kortrijk werd in oktober 2009 geïnstalleerd, maar wegens problemen met het ijken kon het systeem pas in juni 2012 in dienst worden genomen. Later in 2012 werd de trajectcontrole richting Antwerpen geïnstalleerd, die in maart 2013 in dienst werd genomen.

## Renovatie
In 2018 stelde men betonrot vast aan de onderzijde van het viaduct. Vallende stukken beton beschadigden onder meer een autobus waardoor men verplicht was wegen, voet- en fietspaden voor een gedeelte af te sluiten. De zones waar voetgangers, fietsers en auto's het viaduct kruisen, beveiligde men met netten aan de onderzijde van het viaduct.  De P&R-zone werd afgesloten terwijl men andere zones afzette met hekkens.
De Vlaamse Regering besliste om het viaduct in 2020 en 2021 te renoveren. Zowel het wegdek, de voegen, de waterdichting, de vangrails en de geluidsschermen werden vernieuwd. Betonherstellingen aan de pijlers en de onderzijde werden voorzien van een beschermende coating.
De Gentse stadsbouwmeester, gesteund door de schepen van Openbare Werken, Filip Watteuw, pleitte in 2019 voor een grondig onderzoek naar de toekomst van het viaduct en de eventuele vervanging door een tunnel. 

## Galerij

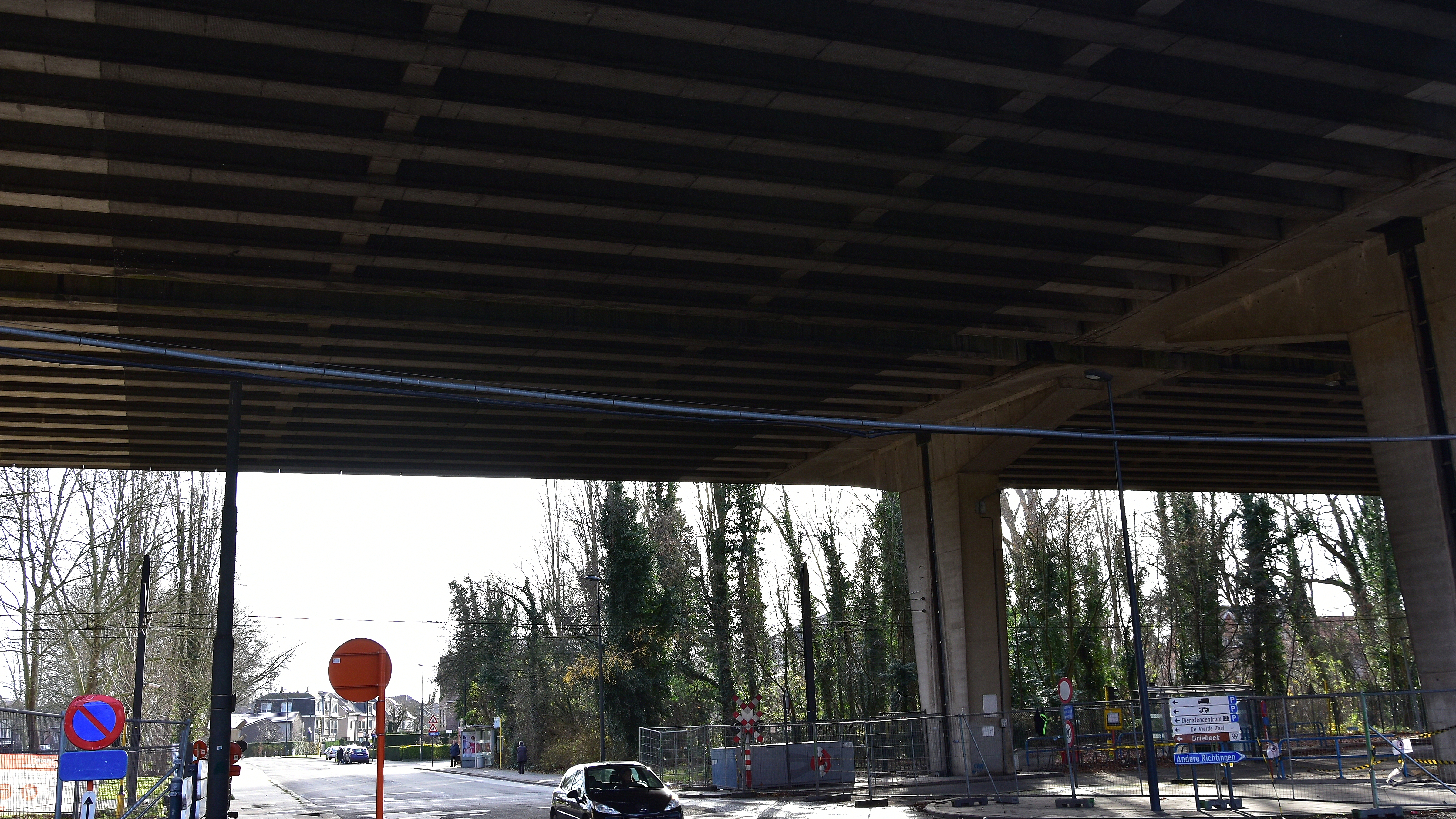
De netten aan de onderzijde, ter hoogte van de Braemkasteelstraat in december 2019
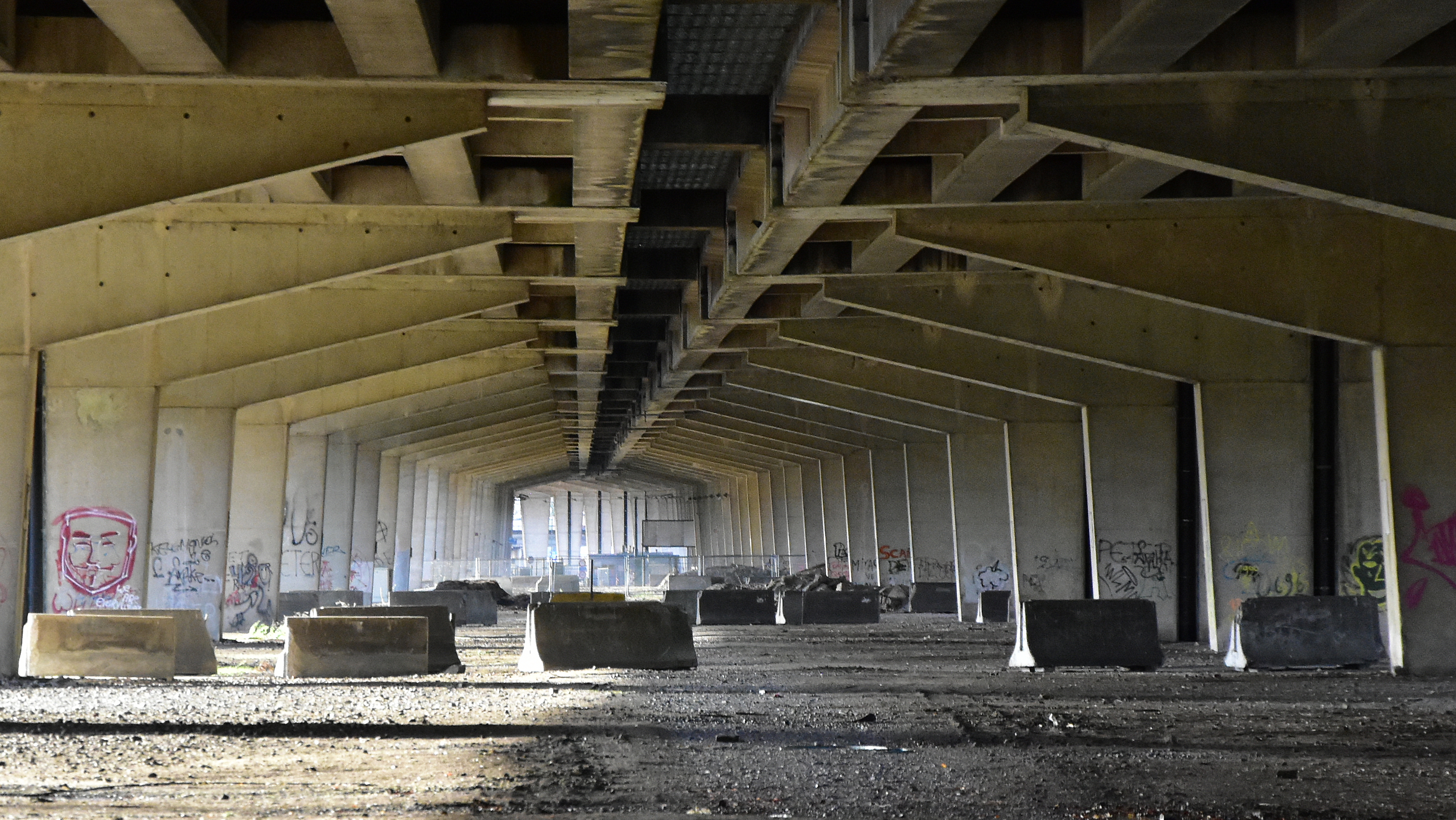
Een gedeelte van de pijlers in december 2019
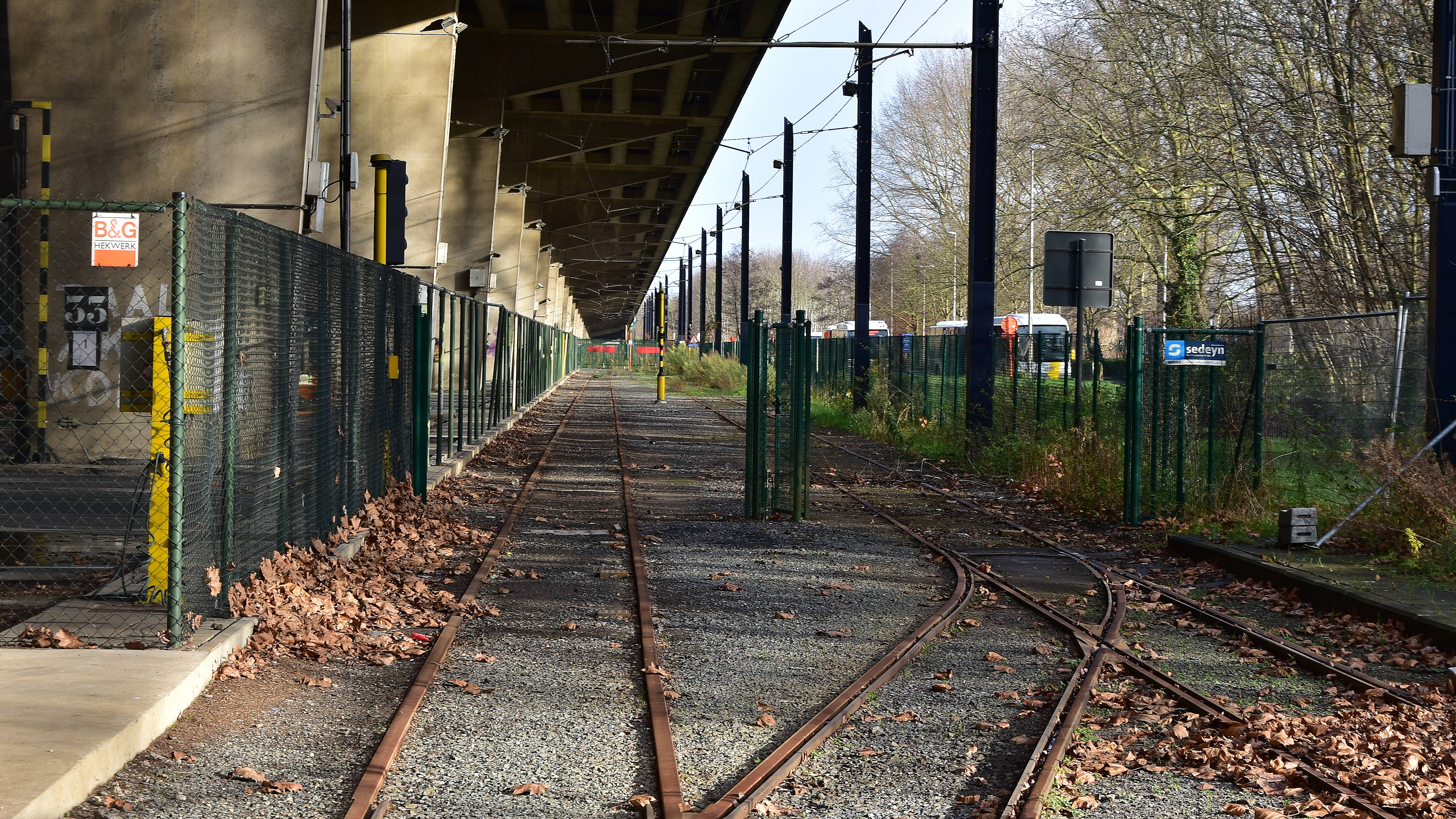
De buiten gebruik gestelde tramsporen
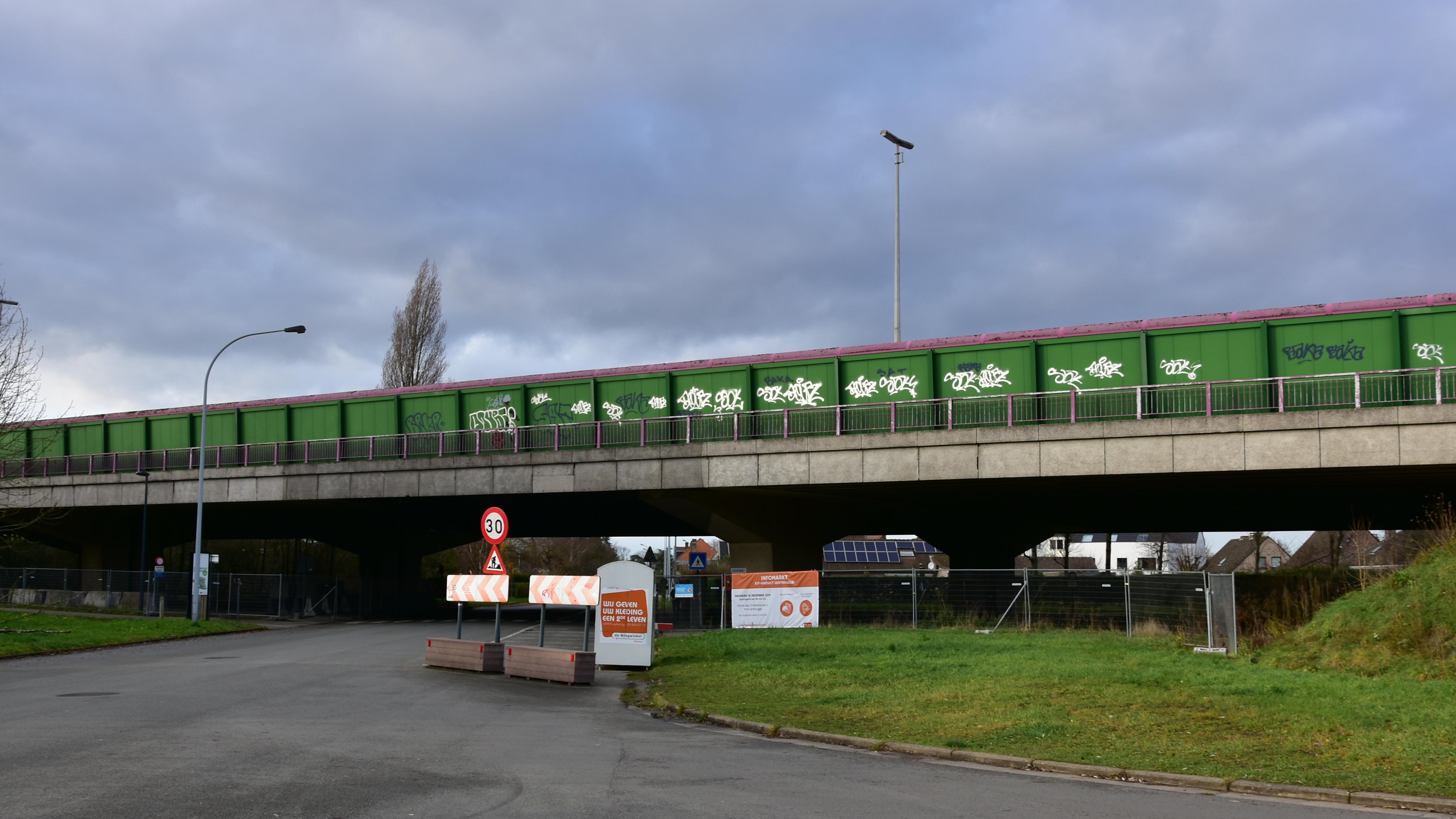
December 2019 ter hoogte van de Emiel van Swedenlaan